# داريوس جيميلنياك
داريوس جيميلنياك (بالإنجليزية: Dariusz Jemielniak)‏ هو أستاذ متفرغ للإدارة، ورئيس مركز الأبحاث حول المنظمات وأماكن العمل (CROW)، ومؤسس مجموعة الأبحاث الجديدة حول المجتمعات الرقمية (NeRDS) في جامعة كوزمينسكي. من مواليد 17 مارس 1975 في وارسو في بولندا. تدور اهتماماته حول دراسات الإدارة النقدية، ومشاريع التعاون المفتوح (مثل وكيبيديا والمنظمات كثيفة المعرفة والمجتمعات الافتراضية والنماذج التنظيمية. في عام 2015، انتخب عضوا في مجلس أمناء مؤسسة ويكيميديا .